# F. D. Andam
F. D. Andam (* 17. Dezember 1901 in Berlin; † 19. Mai 1969 in München; gebürtig Friedrich Dammann) war ein deutscher Schriftsteller, Drehbuchautor und Filmmanager.

## Leben
Der gebürtige Friedrich Dammann hatte zunächst als freischaffender Autor gearbeitet und sich als Dramaturg an der Bühne betätigt, ehe er knapp 30-jährig als Drehbuchautor zum Film stieß. Seine erste Arbeit war die Umsetzung von Christa Winsloes kontroversem Bühnenstück Gestern und heute, eine Gemeinschaftsarbeit mit der Originalautorin. Das Resultat Mädchen in Uniform gilt als Meisterbeispiel eines gesellschafts- und autoritätskritischen Filmklassikers zur Zeit der Weimarer Republik.
Andams spätere Filmmanuskripte sind weit weniger spektakulär. Er schrieb Drehbücher zu Komödien und Melodramen, Kriegsgeschichten und musikalischen Lustspielen – anspruchsarme Unterhaltung ohne jede Bedeutung, stets in Zusammenarbeit mit Kollegen. Zum Jahresbeginn 1941 führte er in den Wiener Schönbrunn-Ateliers bei der im Künstlermilieu spielenden Jungmädchengeschichte Aufruhr im Damenstift – Vorlage war das gleichnamige Theaterstück von Axel Breidahl – auch Regie.
Nach dem Krieg trat Andam, der auch als Ideenlieferant gearbeitet hatte, als Autor kürzer und wurde Produktionschef des Gloria-Filmverleihs. 
Seine Schwester Charlotte war seit 1927 mit dem Dichter und Philosophen Rudolf Pannwitz verheiratet.

## Filmografie
- 1931: Mädchen in Uniform
- 1933: …und wer küßt mich?
- 1934: Zigeunerblut
- 1934: Mein Leben für Maria Isabell
- 1935: Künstlerliebe
- 1936: Der geheimnisvolle Mr. X
- 1937: Premiere
- 1937: Man spricht über Jacqueline
- 1937: Gauner im Frack
- 1938: Gastspiel im Paradies
- 1941: Aufruhr im Damenstift (auch Regie)
- 1948: Morgen ist alles besser
- 1950: Es begann um Mitternacht
- 1956: Rosen für Bettina
- 1958: Mädchen in Uniform
- 1959: Arzt ohne Gewissen (nur Herstellungsleiter)